# Paavo Roininen
Paavo Henno Roininen (* 24. Juli 1935 in Utajärvi; † 10. Oktober 2022 in Vaasa) war ein finnischer Boxer.

## Werdegang
Paavo Roininen wurde als eines von 10 Kindern seiner Familie geboren. Während sein Vater im Zweiten Weltkrieg kämpfte, kümmerte sich seine Mutter alleine um die Familie. Da es notwendig war, Geld zu verdienen, zog Paavo Roininen nach Kokkola, wo er in einer Kleiderfabrik arbeitete.
Im Alter von 20 Jahren begann er mit dem Boxen. Im Laufe seiner Karriere wurde er dreimal finnischer Meister und nahm an den Olympischen Sommerspielen 1960 in Rom teil, wo er in der ersten Runde des Bantamgewichtsturniers ausschied.